# Marcin Pietroń
Marcin Pietroń (Zielona Góra, 24 gennaio 1986) è un calciatore polacco, centrocampista dello Stag.

## Carriera

### Club
Pietroń cominciò la carriera con la maglia dello Zagłębie Lubin. Passò poi in prestito al Lechia Zielona Góra, prima di ritornare allo Zagłębie Lubin. Nel 2008 fu ceduto a titolo definitivo all'Arka Gdynia. Un anno più tardi, fu ingaggiato dal Piast Gliwice, prima di essere messo sotto contratto dal GKS Katowice a febbraio 2012. Nel 2013, si trasferì ai norvegesi del Fram Larvik.